# Samuel D. Purviance
Samuel Dinsmore Purviance (* 7. Januar 1774 bei Wilmington, Province of North Carolina; † um 1806 im Red River) war ein US-amerikanischer Politiker. Zwischen 1803 und 1805 vertrat er den Bundesstaat North Carolina im US-Repräsentantenhaus.

## Werdegang
Samuel Purviance genoss eine private Schulausbildung. Nach einem anschließenden Jurastudium und seiner Zulassung als Rechtsanwalt begann er in Fayetteville in diesem Beruf zu arbeiten. Außerdem bewirtschaftete er eine große Plantage. Ende der 1790er Jahre schloss sich Purviance der von Alexander Hamilton gegründeten Föderalistischen Partei an. Von 1798 bis 1799 war er Abgeordneter im Repräsentantenhaus von North Carolina; im Jahr 1801 saß er im Staatssenat.
Bei den Kongresswahlen des Jahres 1802 wurde er im siebten Wahlbezirk von North Carolina in das US-Repräsentantenhaus in Washington, D.C. gewählt, wo er am 4. März 1803 die Nachfolge von William Barry Grove antrat. Bis zum 3. März 1805 konnte er eine Legislaturperiode im Kongress absolvieren. In diese Zeit fielen der von Präsident Thomas Jefferson getätigte Louisiana Purchase und die Ratifizierung des zwölften Verfassungszusatzes.
Nach seinem Ausscheiden aus dem US-Repräsentantenhaus praktizierte Samuel Purviance wieder als Anwalt. Um das Jahr 1806 nahm er an einer Expedition in den Westen teil. Dabei starb er auf dem Red River; das genaue Datum ist nicht überliefert.